# Ne Plus Ultra
Ne Plus Ultra ist ein Jazzalbum von Warne Marsh, das am 14. September und 25. Oktober 1969 in Los Angeles von John William Hardy und Pete Welding aufgenommen und von dem Jazzlabel Revelation 1970 veröffentlicht wurde. Es ist sein erstes Album als Leader seit 1960.

## Das Album
Um 1966/67 begann Warne Marsh mit dem Altsaxophonisten Gary Foster zu spielen, meist in privaten Sessions. Parallel dazu spielte er damals in der Band von Clare Fischer. Die Quartettbesetzung mit zwei Saxophonen beruhte auf Marshs Bewunderung der Arbeitsweise von Lennie Tristano, auf den er sich auf dem Album in zwei Titeln bezieht. Mit Lee Konitz hatte Marsh in den späten 1940er Jahren bei seinem Lehrer Tristano gearbeitet; von Konitz stammt eine der Kompositionen des Albums, „Subconscious-Lee“, das auf den Akkordprogressionen von Now’s the Time basiert. Zu Anfang des Jahres 1969 entstand die Absicht, die Musik des Marsh-Quartetts aufzunehmen. Eine erste Aufnahmesitzung fand am 11. September 1969 statt, doch das Ergebnis war dünn und formal; das Zusammenspiel stimmte nicht, so John William Hardy, der damalige Aufnahmeleiter in seinen Erinnerungen. Drei Tage später lief die Interaktion der Gruppe besser; sie nahmen den Jazzstandard „You Stepped Out of a Dream“ auf. Nach Abhören der Bänder und erneuten Proben traf sich die Gruppe erneut am 25. Oktober 1969, um den Rest des Materials für „Ne Plus Ultra“ einzuspielen; ohne Unterbrechung wurden Tristanos „Lennie's Pennies“ und „Smog Eyes“ (eigentlich „317 E 32nd“), der Konitz-Titel und schließlich das frei angelegte, gut viertelstündige „Touch and Go“, in dem die vier Gruppenmitglieder im Gegensatz zu den bisher eingespielten eher auskomponierten Titeln zu Formen kollektiver Improvisation gelangen. Art Lange schreibt in den Liner Notes zur Ausgabe von 1990, dass der Titel inspiriert ist von den frei angelegten Stücken „Intuition“ und „Disgression“ vom Tristano-Sextett im Jahr 1949. Den Schluss bildet ein kurzes Duo der Saxophonisten mit kontrapunktischem Jazz, das auf einer der Inventionen von Johann Sebastian Bach beruht (und bereits bei der ersten Aufnahmesitzung entstand).

## Titelliste
1. You Stepped Out of a Dream (Nacio Herb Brown/Gus Kahn) – 9:05
2. Lennie's Pennies (Tristano) – 4:23
3. 317 E 32nd (Tristano) – 8:17
4. Subconscious-Lee (Lee Konitz) – 4:17
5. Touch and Go (Marsh/Foster/Parlato/Tirabasso) – 15:24
6. Two-Part Invention No. 13 (Bach) – 0:59

## Wirkungsgeschichte
Richard Cook und Brian Morton zeichneten das Album im Penguin Guide to Jazz on CD mit der höchsten Bewertung von vier Sternen aus und bezeichnen es als eines seiner besten (erhältlichen) Werke.

## Editionsgeschichte
Nachdem das Album lange vergriffen und nur in Form von Bootlegs erhältlich war, wurde es in den 1990er Jahren auf HatHut Records durch Peter Pfister und Werner X. Uehlinger neu herausgegeben und im Jahr 2006 als CD in der „HatOlogy“-Reihe veröffentlicht.